# Syllepte albifurcalis
Syllepte albifurcalis là một loài bướm đêm trong họ Crambidae.